# Team Budget Forklifts
El Team Budget Forklifts (Código UCI:BFL) fue un equipo ciclista australiano de categoría continental.
Se fundó en 2008 bajo el nombre de Ord Minnett-Triple Play, pero desde octubre de ese mismo año toma su actual nombre.

## Material ciclista
El equipo utilizó en sus últimos años bicicletas Cervélo, en temporadas anteriores utilizó Look (2008-2009) y Specialized (2012).

## Clasificaciones UCI
A partir de 2005 la UCI instauró los Circuitos Continentales UCI, donde el equipo está desde que se fundó en 2008. Ha participado en carreras de distintos circuitos, con lo cual ha estado en las clasificaciones del UCI Asia Tour Ranking y UCI Oceania Tour Ranking. Las clasificaciones del equipo y de su ciclista más destacado son las siguientes.
| Temporada                | Clasificación por equipos | Mejor corredor en la clasificación individual | Posición |
| 2007-2008 (Oceania Tour) | 10°                       | Cameron Hughes                                | 29°      |
| 2008-2009 (Asia Tour)    | 35°                       | Cameron Jennings                              | 98°      |
| 2008-2009 (Oceania Tour) | 7°                        | Jack Anderson                                 | 21°      |
| 2010-2011 (Oceania Tour) | 6°                        | Luke Davison                                  | 9°       |
| 2011-2012 (Oceania Tour) | 4°                        | Mark O'Brien                                  | 6°       |
| 2012-2013 (Asia Tour)    | 40°                       | Kristian Juel                                 | 155°     |
| 2012-2013 (Oceania Tour) | 2°                        | Jack Anderson                                 | 5°       |
| 2013-2014 (America Tour) | 36°                       | Brodie Talbot                                 | 357°     |
| 2013-2014 (Asia Tour)    | 10°                       | Sam Witmitz                                   | 11°      |
| 2013-2014 (Oceania Tour) | 3°                        | Michael Vink                                  | 2°       |
| 2015 (America Tour)      | 42°                       | Brendan Canty                                 | 315°     |
| 2015 (Asia Tour)         | 39°                       | Scott Sunderland                              | 59°      |
| 2015 (Oceania Tour)      | 3°                        | Daniel Barry                                  | 8°       |

## Palmarés
Para años anteriores véase: Palmarés del Team Budget Forklifts.

### Palmarés 2015

#### UCI WorldTour
| Fechas      | Carreras                      | Ganador       |
| 20 de enero | 1.ª etapa del Tour Down Under | Jack Bobridge |

#### Circuitos Continentales UCI
| Fechas       | Circuito              | Carreras                                  | Ganador       |
| 1 de febrero | UCI Oceania Tour 2015 | 4.ª etapa de la New Zealand Cycle Classic | Joshua Prete  |
| 12 de junio  | UCI America Tour 2015 | 3.ªa etapa del Tour de Beauce (CRI)       | Brendan Canty |

## Plantilla
Para años anteriores véase: Plantillas del Team Budget Forklifts.

### Plantilla 2015
| Nombre           | Nacimiento | Nacionalidad  | Equipo 2014                             |
| Jack Anderson    | 02/06/1987 | Australia     | Drapac Professional Cycling             |
| Daniel Barry     | 29/01/1988 | Nueva Zelanda | Team Budget Forklifts                   |
| Josh Berry       | 05/09/1990 | Nueva Zelanda | Neoprofesional                          |
| Jack Bobridge    | 13/07/1989 | Australia     | Belkin-Pro Cycling Team                 |
| Brendan Canty    | 17/01/1992 | Australia     | Drapac Professional Cycling (stagiaire) |
| Luke Davison     | 08/05/1990 | Australia     | BMC Racing (stagiaire)                  |
| Westley Gough    | 04/05/1988 | Nueva Zelanda | Team Budget Forklifts                   |
| Sam Horgan       | 20/04/1987 | Nueva Zelanda | Team Budget Forklifts                   |
| Kristian Juel    | 05/02/1992 | Dinamarca     | Team Budget Forklifts                   |
| Jacob Kauffmann  | 24/03/1987 | Australia     | Garneau-Québecor                        |
| Mitchell Mulhern | 22/01/1991 | Australia     | OCBC Singapore                          |
| Tommy Nankervis  | 21/01/1983 | Australia     | Team Budget Forklifts                   |
| Glenn O'Shea     | 14/06/1989 | Australia     | An Post-ChainReaction                   |
| Myron Simpson    | 30/07/1990 | Nueva Zelanda | Team Budget Forklifts                   |
| Scott Sunderland | 16/03/1988 | Australia     | Neoprofesional                          |
| Brodie Talbot    | 13/02/1989 | Australia     | Team Budget Forklifts                   |
| Michael Torckler | 12/04/1987 | Nueva Zelanda | Team SmartStop                          |
| Sam Witmitz      | 17/03/1985 | Australia     | Team Budget Forklifts                   |